# Keyhole (sjö)
Keyhole är en sjö i Antarktis. Den ligger i Östantarktis. Nya Zeeland gör anspråk på området. Keyhole ligger 594 meter över havet.